# Kirchbarkau
Kirchbarkau là một đô thị thuộc huyện Plön, trong bang Schleswig-Holstein, nước Đức. Đô thị Kirchbarkau có diện tích 2,16 km², dân số thời điểm 31 tháng 12 năm 2006 là 743 người.